# 東京医科大学茨城医療センター
東京医科大学茨城医療センター（とうきょういかだいがくいばらきいりょうせんたー）は、茨城県稲敷郡阿見町にある病院であり、学校法人東京医科大学の大学付属病院である。旧称は、東京医科大学霞ヶ浦病院。
茨城県の肝疾患診療連携拠点病院に指定されている。

## 診療科目
- 呼吸器センター（呼吸器内科・呼吸器外科）
- 循環器センター（循環器内科・血管外科・心臓血管外科）
- 脳神経センター（神経内科・脳神経外科）
- 消化器センター（消化器内科・消化器外科）
- 糖尿病センター（内分泌内科・代謝内科）
- 皮膚・形成センター（皮膚科・形成外科）
- 乳腺・甲状腺外科センター
- 外来化学療法センター
- 睡眠呼吸障害センター
- 総合診療科
- 整形外科
- 感染症科
- 腎臓内科
- 産科・婦人科
- 泌尿器科
- 小児科
- 耳鼻咽喉科
- 眼科
- 脳血管内治療科
- 救急医療部
- 放射線科
- 集中治療部
- 病理診断部
- 内視鏡センター
- メンタルヘルス科（精神科）
- リハビリテーションセンター
- 歯科口腔外科

## 医療機関の指定等
- 保険医療機関[1]
- 労災保険指定医療機関[1]
- 指定自立支援医療機関（更生医療・育成医療・精神通院医療）[1]
- 身体障害者福祉法指定医の配置されている医療機関[1]
- 生活保護法指定医療機関[1]
- 結核指定医療機関[1]
- 指定養育医療機関[1]
- 指定小児慢性特定疾病医療機関[1]
- 戦傷病者特別援護法指定医療機関[1]
- 原子爆弾被害者医療指定医療機関[1]
- 公害医療機関[1]
- 母体保護法指定医の配置されている医療機関[1]
- 臨床研修指定病院[1]
- 臨床修練指定病院[1]
- がん診療連携拠点病院[1]
- エイズ治療拠点病院[1]
- 肝疾患診療連携拠点病院[1]
- 特定疾患治療研究事業委託医療機関[1]
- DPC対象病院[1]
- 救急告示病院（二次救急）[2]

## 交通アクセス
- JR常磐線「土浦駅」より関東鉄道バス「阿見中央公民館行き」乗車、「東京医大前」停留所下車徒歩1分[3]。
- JR常磐線「荒川沖駅」より関東鉄道バス「県立医療大学行」乗車、「東京医大前」停留所下車徒歩1分[3]。

## 不祥事
2012年9月、厚生労働省関東信越厚生局は、同センターによる診療報酬の不正請求（合計1億円超）を重く見、同年12月1日より保険医療機関指定取り消しを決めた。当初は5年間の予定であったが、知事らが国などに対し、地域医療における役割の大きさなどから早期の再指定を要望した。後に処分は3ヶ月に短縮され、2013年3月1日より保険医療機関に再指定された。なお、再指定に際し診療科数を24から19に、病床数を501から389に減らしている。